# Amstel Gold Race 2015
50. edycja wyścigu kolarskiego Amstel Gold Race przeprowadzona 19 kwietnia 2015 na trasie o długości 258 km. Start wyścigu miał miejsce w Maastricht, a meta w Valkenburgu. Wyścig zaliczany do światowego cyklu UCI World Tour 2015.

## Uczestnicy
Na starcie wyścigu stanęło 198 kolarzy z 25 zawodowych grup kolarskich - 17 drużyn UCI World Tour 2015 i 8 profesjonalnych zespołów zaproszonych przez organizatorów z tzw. "dziką kartą" (w tym m.in. CCC Sprandi Polkowice).
| Numery  | Kod | Drużyna                  |
| ------- | --- | ------------------------ |
| 1-8     | BMC | BMC Racing Team          |
| 11-18   | ALM | Ag2r-La Mondiale         |
| 21-28   | FDJ | FDJ.fr                   |
| 31-38   | AST | Pro Team Astana          |
| 41-48   | EQS | Etixx-Quick Step         |
| 51-58   | IAM | IAM Cycling              |
| 61-68   | LAM | Lampre-Merida            |
| 71-78   | LTS | Lotto Soudal             |
| 81-88   | MOV | Movistar Team            |
| 91-98   | OGE | Orica-GreenEDGE          |
| 101-108 | TCG | Team Cannondale - Garmin |
| 111-118 | GIA | Team Giant-Alpecin       |
| 121-128 | KAT | Team Katusha             |

| Numery  | Kod | Drużyna               |
| ------- | --- | --------------------- |
| 131-138 | LTJ | Team LottoNL - Jumbo  |
| 141-148 | SKY | Team Sky              |
| 151-158 | TTS | Team Tinkoff-Saxo     |
| 161-168 | TRE | Trek Factory Racing   |
| 171-178 | BAR | Bardiani CSF          |
| 181-188 | CCC | CCC Sprandi Polkowice |
| 191-198 | CLT | Cult Energy           |
| 201-208 | MTN | MTN-Qhubeka           |
| 211-218 | NIP | Nippo-Vini Fantini    |
| 221-228 | ROO | Team Roompot          |
| 231-238 | TSV | Topsport Vlaanderen   |
| 241-248 | WGG | Wanty-Groupe Gobert   |

## Klasyfikacja generalna
| M-ce | Imię i nazwisko     | Kraj       | Drużyna               | Czas       |
| ---- | ------------------- | ---------- | --------------------- | ---------- |
| 1.   | Michał Kwiatkowski  | Polska     | Etixx-Quick Step      | 6h 31' 49" |
| 2.   | Alejandro Valverde  | Hiszpania  | Movistar Team         | + 0"       |
| 3.   | Michael Matthews    | Australia  | Orica-GreenEDGE       | + 0"       |
| 4.   | Rui Costa           | Portugalia | Lampre-Merida         | + 0"       |
| 5.   | Greg Van Avermaet   | Belgia     | BMC Racing Team       | + 0"       |
| 6.   | Tony Gallopin       | Francja    | Lotto Soudal          | + 0"       |
| 7.   | Julian Alaphilippe  | Francja    | Etixx-Quick Step      | + 0"       |
| 8.   | Enrico Gasparotto   | Włochy     | Wanty-Groupe Gobert   | + 0"       |
| 9.   | Maciej Paterski     | Polska     | CCC Sprandi Polkowice | + 0"       |
| 10.  | Philippe Gilbert    | Belgia     | BMC Racing Team       | + 0"       |
|      |                     |            |                       |            |
| 81.  | Marek Rutkiewicz    | Polska     | CCC Sprandi Polkowice | + 5'47"    |
| 90.  | Bartłomiej Matysiak | Polska     | CCC Sprandi Polkowice | + 6'42"    |
| 97.  | Michał Gołaś        | Polska     | Etixx-Quick Step      | + 6'47"    |
| 118. | Jarosław Marycz     | Polska     | CCC Sprandi Polkowice | + 8'59"    |